# Жимбіра
Жимбіра́ (рос. Жимбира) — село у складі Каримського району Забайкальського краю, Росія. Адміністративний центр Жимбіринського сільського поселення.

## Населення
Населення — 457 осіб (2010; 451 у 2002).
Національний склад (станом на 2002 рік):
- росіяни — 77 %